# Dmitrijewka (rejon sakmarski)
Dmitrijewka (ros. Дмитриевка) – wieś (sieło) w Rosji, w obwodzie orenburskim, w rejonie sakmarskim. W 2010 liczyła 396 mieszkańców.